# Jeździectwo na Igrzyskach Śródziemnomorskich 2009
Jeździectwo na Igrzyskach Śródziemnomorskich 2009 odbywało się w dniach 29 czerwca – 3 sierpnia w Pescarze.

## Skoki przez przeszkody

### Indywidualnie
| Lp. | Państwo | Zawodnik           | Wynik      |
| --- | ------- | ------------------ | ---------- |
| 1.  | Francja | Simon Delestre     | 31,17s (0) |
| 2.  | Francja | Alexandra Francart | 31,44s (0) |
| 3.  | Francja | Julien Gonin       | 32,58s (0) |

### Drużynowo
| Lp. | Państwo   | Zawodnicy                                                            | Wynik   |
| --- | --------- | -------------------------------------------------------------------- | ------- |
| 1.  | Francja   | Simon Delestre Alexandra Francart Julien Gonin Olivier Guillion      | 0+0 pkt |
| 2.  | Hiszpania | Rutherford Latham Sergio Alvarez Luis Escobar Ricardo Jurado         | 0+4     |
| 3.  | Grecja    | Antonis Petris Alexandros Flouris Evangelia Dendriou Gyorgy Kormendy | 4       |